# تشارلز د. هايز
تشارلز د. هايز (بالإنجليزية: Charles D. Hayes)‏ هو كاتب أمريكي، ولد في 1943 في ماديل في الولايات المتحدة.